# 桂蔵坊

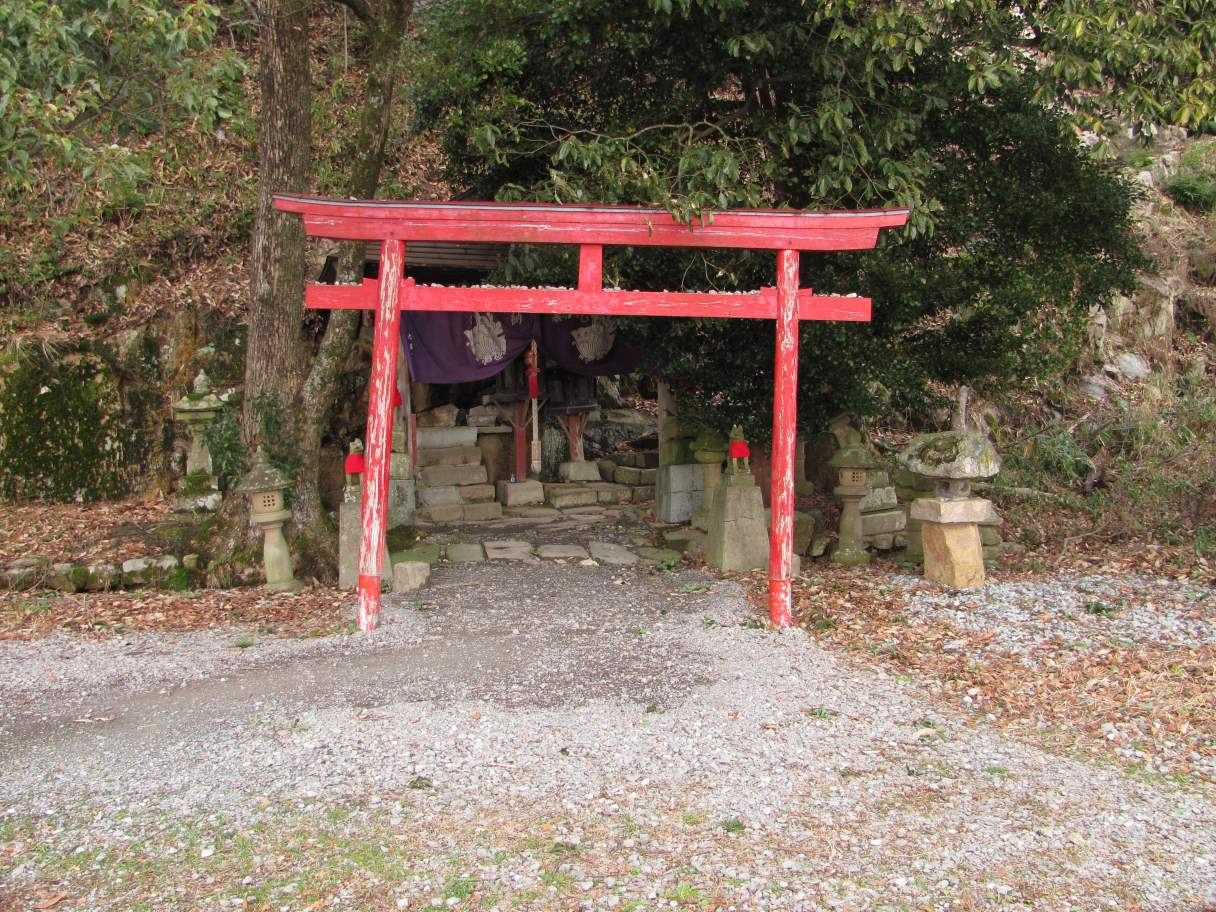
桂蔵坊を奉る中坂神社

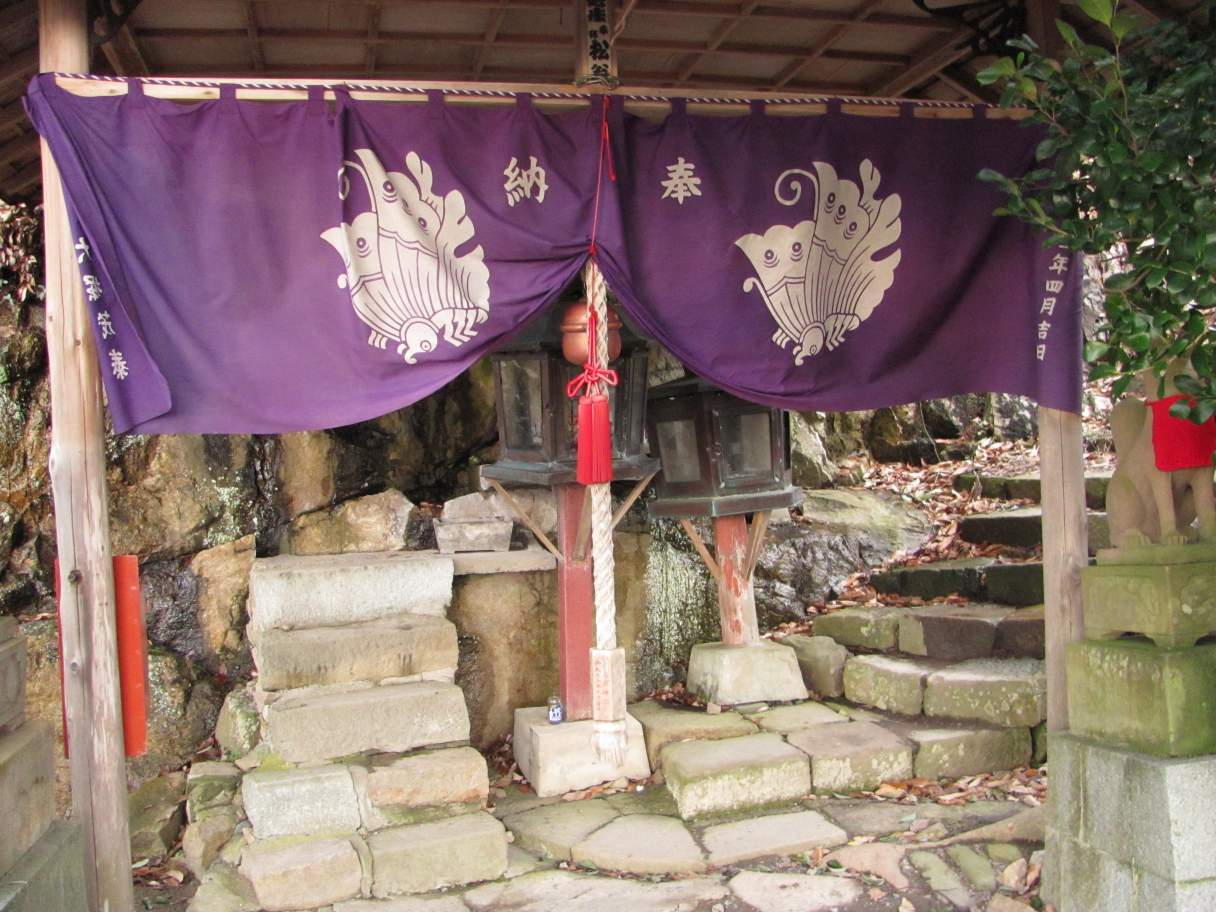
桂蔵坊を奉る中坂神社

桂蔵坊（けいぞうぼう）は、鳥取県東部に伝わる伝説。経蔵坊狐（きょうぞうぼうぎつね）、飛脚狐（ひきゃくぎつね）とも呼ばれる。

## 物語
昔、鳥取にお城があった頃、池田の殿様に仕える「桂蔵坊」と名乗る狐がいた。桂蔵坊は若侍に化けるのがうまく、江戸まで3日で行き帰りできるすぐれた術を持っているため、殿様に大変かわいがられていた。
ある時、桂蔵坊は殿様から言いつかった仕事で江戸に出向いた。お城からほど近い百谷の村にさしかかったところ、香ばしいよい匂いがしてくる。ふと見ると道の脇で焼きねずみを罠に仕掛けている百姓がいたので、侍に化けてわけを聞いてみたところ、畑を荒らす狐を退治するために罠を仕掛けているとのことだった。
江戸で用事を済ませた桂蔵坊がその村を通りかかると、あの焼きねずみがよい匂いを放っている。罠が仕掛けられていると知りつつも、匂いに釣られ我慢ができなくなった桂蔵坊は焼きねずみに飛びつき、挟まれて死んでしまった。池田の殿様は桂蔵坊をたいそう哀れがり、お城に中坂神社を造り桂蔵坊を祀ってやったということである。
現在では鳥取県鳥取市の久松山の中坂神社に桂蔵坊が祀られている。

## 備考
- 江戸時代後期に著された『鳥府志』（岡嶋正義著）に、桂蔵坊の伝説は池田光仲の代の出来事であるとの言い伝えが紹介されている。
- 中坂神社は鳥取城登山道の中腹にあり、城の守り神として知られる。
- 桂蔵坊が罠にかかったのは、播磨国の村という伝承もある。
- 桂蔵坊の女房は「立見峠のおとんじょろう」であると言われている。桂蔵坊、おとんじょろう、さらに鳥取に伝わる化け狐3匹を加え、計5匹を因幡五狐（いなばごぎつね）という[1]。
- 「○○坊」という狐の名の例がほかにないことから、「桂蔵坊」は狐ではなく、社を起こした人物の名だとする説もある[4]。
- 罠のネズミを食べる場面については、狂言の「こんくわい」からの影響が指摘されている[5]。